# 戦時農業団
戦時農業団（せんじのうぎょうだん）とは、太平洋戦争末期に統合された日本の農業団体（1945年7月8日 - 9月6日）。総裁は千石興太郎。
太平洋戦争開戦と前後して政府主導による農業諸団体の統合が進められ、1943年に農業団体法が制定されて中央農業会と全国農業経済会の2つに集約された。更に本土決戦に備えて戦時農業団令が公布され、単一の農業団体である戦時農業団が組織された。
だが、直後に日本が降伏したために、戦時色の薄い全国農業会に再改組された。今日の農業協同組合の母体である。